# Hearts of the West
Pour les articles homonymes, voir Hollywood Cowboy et Cowboy.
Pour plus de détails, voir Fiche technique et Distribution.
Hearts of the West (titre alternatif : Hollywood Cowboy) est un western américain réalisé par Howard Zieff et sorti en 1975.

## Synopsis
Dans l'Iowa en 1933, Lewis Tater est un jeune écrivain ayant l'ambition de devenir auteur de westerns. Alors qu'il échappe de justesse à l'attaque de deux escrocs voulant de dépouiller, il tombe par hasard sur le lieu de tournage d'un western en plein Nevada. Le hasard et la chance vont le faire devenir la nouvelle star d'Hollywood.

## Fiche technique
- Titre alternatif : Hollywood Cowboy
- Réalisation : Howard Zieff
- Scénario : Rob Thompson
- Production : Metro-Goldwyn-Mayer
- Producteur :  Tony Bill
- Directeur de la photographie : Mario Tosi
- Montage : Edward Warschilka
- Musique : Ken Lauber
- Lieu de tournage : Californie
- Type : Western
- Durée : 102 minutes
- Dates de sortie : 
  - États-Unis : 4 octobre 1975
  - France : 27 octobre 1976

## Distribution
- Jeff Bridges : Lewis Tater
- Andy Griffith : Howard Pike
- Donald Pleasence : A.J. Neitz
- Blythe Danner : Miss Trout
- Alan Arkin : Bert Kessler
- Richard B. Shull : Stout Crook
- Herb Edelman : Polo
- Alex Rocco : Earl
- Frank Cady : Pa Tater
- Anthony James : Lean Crook
- Burton Gilliam : Lester
- Matt Clark : Jackson
- Candice Azzara : Waitress
- Thayer David : Bank Manager
- Wayne Storm : Lyle
- William Christopher

## Récompenses et nominations
- Alan Arkin est désigné meilleur acteur lors du New York Film Critics Circle Awards
- National Board of Review: Top Ten Films 1975